# Rhaucoides
Genre
Synonymes
- Pararhauculus Mello-Leitão, 1939 nec Roewer 1933

Rhaucoides est un genre d'opilions laniatores de la famille des Cosmetidae.

## Distribution
Les espèces de ce genre sont endémiques d'Équateur.

## Liste des espèces
Selon World Catalogue of Opiliones (04/03/2025) :
- Rhaucoides atahualpa Medrano, García & Kury, 2022
- Rhaucoides devillei (Simon, 1879)
- Rhaucoides marmoratus Roewer, 1947
- Rhaucoides nasa Medrano, García & Kury, 2022
- Rhaucoides ornatus Roewer, 1912
- Rhaucoides riveti Roewer, 1914
- Rhaucoides virescens (Mello-Leitão, 1942)

## Publication originale
- Roewer, 1912 : « Die Familie der Cosmetiden der Opiliones-Laniatores. » Archiv für Naturgeschichte, vol. 78, no 10, p. 1–122 (texte intégral).